# Ilie Gâtan
Ilie Gâtan (n. 19 octombrie 1947, Apele Vii, județul Dolj) este un fost senator român în legislatura 1990-1992 ales în județul Olt pe listele partidului FSN precum și deputat în legislatura 1992-1996, ales pe listele PDSR. În cadrul activității sale parlamentare în legislatura 1990-1992, Ilie Gâtan a fost membru în grupurile parlamentare de prietenie cu Republica Populară Chineză, Australia, Republica Italiană și Republica Franceză-Senat.
În noiembrie 1995, Ilie Gâtan a devenit deputat independent. Ilie Gâtan a înregistrat o singură luare de cuvânt în Senat.
Ilie Gâtan a absolvit Facultatea de Științe Economice din Craiova și Facultatea de Drept de la Universitatea din București.